# 奥津裕也
奥津 裕也（おくつ ゆうや、1984年9月8日 - ）は、日本の男性俳優。宮城県仙台市出身。身長171cm。劇団狼少年主宰。主演映画『曖昧な楽園』、2023年第36回東京国際映画祭にてコンペティション部門に正式出品。

## 来歴
高校卒業後に上京。俳優養成所で演技を学び、映画、舞台と活躍している。
2011年に『しんしんしん』で映画デビュー。2015年に劇団「狼少年」を立ち上げ、その年の5月の旗揚げ公演に『DREAM OF PASSION』を上演した。その後も下北沢、仙台を中心に年に数回、公演を行っている。2023年には眞田康平監督の長編映画『ピストルライターの撃ち方』で自身初の主演を務める。さらに同年に主演映画『曖昧な楽園が』第36回東京国際映画祭コンペティション部門にノミネートされる。2023年度の新藤兼人賞最終十選に、『ピストルライターの撃ち方』、『曖昧な楽園』が選ばれ、曖昧な楽園が見事金賞を受賞。国内のみならず、海外でも注目される俳優の一人である。その他には、瀬々敬久監督作品『護られなかった者たちへ』、『ラーゲリより愛を込めて』等に出演している。

## 出演

### 映画
- ぼくが生きている、ふたつの世界（2024年）–大友役（監督 呉美保）
- 相対性長屋論（2024年）−叔父役（監督 上條大輔）
- 雲ゆくままに*第37回東京国際映画祭にてNippon Cinema Nowノミネート（202４年）−佐藤健太役（監督 楊礼平）
- 陰陽師0（202３年）−縣時親役（監督 佐藤嗣麻子）
- お前の罪を自白しろ（2023）−刑事役（監督 水田伸生）
- 曖昧な楽園（監督 小辻陽平）*第３６回東京国際映画祭にてコンペティション部門に正式出品/2023年度新藤兼人賞にて金賞受賞　−主演　達也役
- ピストルライターの撃ち方（監督 眞田康平）*2023年度新藤兼人賞最終5傑にノミネート−主演　山田達也
- ロストサマー（2023）謎の不良役（監督 麻美）

- ラーゲリより愛を込めて（2022）−永倉祐次郎役（監督 瀬々敬久）
- OLD DAYS（2022）−安藤役（監督 末松愓茂）
- 護られなかった者たちへ（2021）−同僚役（監督 瀬々敬久）
- サヨナラ家族（2019）−従兄弟役（監督 眞田康平）
- 賑やか（2017）（監督 矢野瑛彦）
- ユートピアサウンズ（監督 三間旭浩）
- しんしんしん（監督 眞田康平）
- インビジブルモンスター（監督 松尾健太）
- リアル鬼ごっこ5（監督 安里麻里）
- アワ・ヘブンズ・ベル（監督 佐藤亮）
- Tokyo ending （監督 管勇毅）
- のれそれ （監督 管勇毅）
- 凪 （監督 橋本一郎）
- フラワー （監督 矢野瑛彦）

### ドラマ
- 悪党〜加害者追跡調査〜（2019）
- 街並み照らすヤツら[1]（2024）
- トクメイ！警視庁特別会計係（2024）
- Apple TV「Sunny」（2024）
- Amazon Original ドラマ「龍が如く〜Beyond the Game〜」（2024）
- 愛のあとにくるもの（2024）
- ナンバーワン戦隊ゴジュウジャー 第1話（2025） - 強盗 役

### 舞台
- 惑星地球-1.3
- 晩カラ学校
- raven companyプロデュース 美から出た錆
- 親父の記憶 （赤坂REDシアター）
- 阿呆も十一番茶も出花〜惑星地球 感情の星〜
- 生きても死んでもこんにちは
- GIFT〜星空の向こうから〜 （下北沢B1劇場）
- 東京ダイブ（紀伊國屋ホール）
- 夏 草
- the truth game（中目黒ウッディシアター）
- clown said no
- 佐藤、走る （ワーサルシアター）
- やすしくんへ
- 真夏の夜の夢 （新宿 SPACE107）
- 十二人の怒れる男
- 桜
- 二十日鼠と人間
- DREAM OF PASSION
- 陽の当たる庭
- SUKIYAKI

### MV
- 桑田佳祐 「愛しい人へ捧ぐ歌」
- AIR SWELL 「バッドボーイズセレナーデ」
- チャットモンチー 「いたちごっこ」
- 女王蜂 「ヴィーナス」

### CM
- ケツノポリス 9
- のどごし生
- ドラクエモンスターズ